# Solniska (Pasmo Solnisk)
Solniska – szczyt w Paśmie Solnisk o wysokości 849 m n.p.m., które w regionalizacji fizycznogeograficznej Polski według Jerzego Kondrackiego zaliczane jest do Beskidu Makowskiego, w nowszej regionalizacji z 2018 roku do Beskidu Żywiecko-Orawskiego, a w najszerszym ujęciu do Beskidu Żywieckiego.
Solniska są drugim pod względem wysokości szczytem Pasma Solnisk (po Czarnej Górze), które od nazwy tego szczytu wzięło swoją nazwę. Nazwa szczytu zaś pochodzi od słowa solniska oznaczającego miejsce, w którym wykładano dla owiec sól do lizania. Solniska wznoszą się w środkowej części Pasma Solnisk, pomiędzy wierzchołkami Opuśniaka (819 m) i Jaworzyny zwanej też Dzikasową Górą (825 m). Północno-zachodnie stoki Solnisk opadają do doliny Lachówki, południowo-wschodnie do doliny Stryszawki. W większości są zalesione, ale pola i osiedla miejscowości Stryszawa od doliny Stryszawki podchodzą aż do samego wierzchołka Solnisk i zajmują grzbiet między nią a Jaworzyną. Na tym bezleśnym grzbiecie znajduje się osiedle Wsiórz, a w nim zabytkowa dzwonnica loretańska. Miejsce to jest dobrym punktem widokowym.
Przez wierzchołek Solnisk nie prowadzi żaden znakowany szlak turystyczny, jednak wschodnie i północne podwierzchołkowe stoki (osiedla Lechówka i Wsiórz) trawersują dwa szlaki turystyczne.

## Szlaki turystyczne
Lachowice – Wsiórz – Opuśniok – przełęcz Cicha – Jałowiec
 przełęcz Hucisko – SST Pod Solniskiem – Wsiórz – Stryszawa (Siwcówka)